# Тшебош
Тшебош (пол. Trzebosz, нім. Triebusch) — село в Польщі, у гміні Бояново Равицького повіту Великопольського воєводства.
Населення — 359 осіб (2011).
У 1975-1998 роках село належало до Лешненського воєводства.

## Демографія
Демографічна структура станом на 31 березня 2011 року:
|          | Загалом | Допрацездатний вік | Працездатний вік | Постпрацездатний вік |
| -------- | ------- | ------------------ | ---------------- | -------------------- |
| Чоловіки | 169     | 43                 | 112              | 14                   |
| Жінки    | 190     | 50                 | 100              | 40                   |
| Разом    | 359     | 93                 | 212              | 54                   |